# Episodi di Penny on M.A.R.S. (prima stagione)
La prima stagione della serie televisiva Penny on M.A.R.S. è andata in onda in Italia su Disney Channel dal 7 al 25 maggio 2018.
| n. | Episodio                         | Prima TV Italia |
| -- | -------------------------------- | --------------- |
| 1  | La nuova vita di Penny. 1ª parte | 7 maggio 2018   |
| 2  | La nuova vita di Penny. 2ª parte | 7 maggio 2018   |
| 3  | Un ragazzo per due               | 8 maggio 2018   |
| 4  | Amici in difficoltà              | 9 maggio 2018   |
| 5  | Open Day                         | 10 maggio 2018  |
| 6  | Il misterioso M                  | 11 maggio 2018  |
| 7  | Nessuno è perfetto               | 14 maggio 2018  |
| 8  | Solo per finta                   | 15 maggio 2018  |
| 9  | Tuo padre è un eroe              | 16 maggio 2018  |
| 10 | L'audizione                      | 17 maggio 2018  |
| 11 | Fine di un'amicizia              | 18 maggio 2018  |
| 12 | Nemiche                          | 21 maggio 2018  |
| 13 | Una serata speciale              | 22 maggio 2018  |
| 14 | Veri amici                       | 23 maggio 2018  |
| 15 | Il portafortuna                  | 24 maggio 2018  |
| 16 | Il Big One                       | 25 maggio 2018  |

## La nuova vita di Penny. 1ª parte

### Trama
Pentachord Mendez, chiamata Penny, è una sedicenne che torna da un collegio per tornare a casa sua, ma soprattutto per tornare da Camilla e frequentare insieme il M.A.R.S., uno dei licei musicali più famosi al mondo. Però Penny possiede ancora delle domande a cui desidera rispondere, e per questo si disegna sul polso un punto interrogativo. Penny è anche la figlia segreta della Pop-Star Bakia, e siccome sua madre non vuole, va di nascosto al M.A.R.S. con Camilla per le audizioni. Mentre si trova al 
M.A.R.S. Penny conosce Sebastian, di cui si innamora ma di cui si è innamorata anche Camilla, Sofia (o Sophia), e anche Lucy, un’antipatica vanitosa gelosa di Penny poiché vuole essere la matricola migliore di tutto il M.A.R.S. e dopo averla sentita cantare decide di impegnarsi al massimo per essere la migliore. Tornate a casa, Penny e Camilla vengono scoperte e Penny va dalla madre.

#### Canzoni presenti nell’episodio
- Rain and Shine, da Penny e Camilla
- So Sure, da Sebastian
- The Universe Owes You One, da Penny

## La nuova vita di Penny. 2ª parte

### Trama
Arrivano le ammissioni al M.A.R.S. e Camilla e Penny non vedono l’ora. Penny è stata ammessa al corso di canto, invece Camilla, che all’inizio pensava di non essere stata ammessa, nella classe del musical teatrale. Penny dopo, viene messa in punizione, ma cerca di dirigersi con Camilla all"appuntamento” ma vengono sorprese da Bakia e Freddy e quindi non ci vanno più.